# Cirque de Trèves

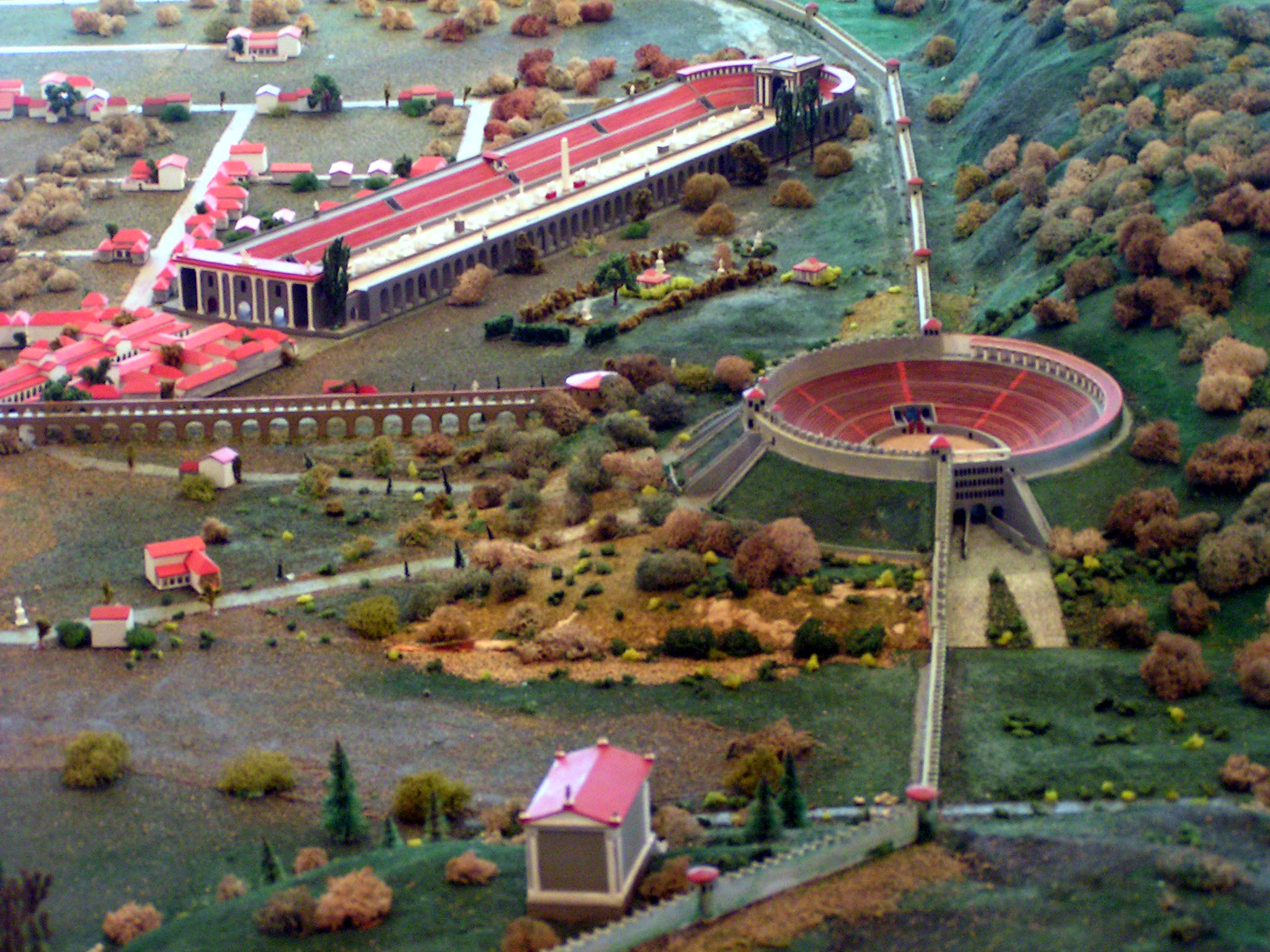
Le cirque et l'amphithéâtre de Trèves sur une maquette au Rheinischen Landesmuseum Trier

Trèves possédait un cirque (pour les courses de chars), et un amphithéâtre (pour les jeux du cirque et combats de gladiateurs).